# 2 Dywizja Ciężkiej Kawalerii
2 Dywizja Ciężkiej Kawalerii, franc. 2e division de cuirassiers – jedna z dywizji w strukturze organizacyjnej Wielkiej Armii I Cesarstwa Francuskiego. Wchodziła w skład Korpusu Kawalerii Rezerwowej. Brała udział w wojnach napoleońskich, m.in. w bitwie pod Austerlitz (1805).
Jej dowódcą był gen. dyw. d'Hautpoul.

## Skład w bitwie pod Austerlitz
- Brygada gen. bryg. Noirota(inne języki)
  - 1 Pułk Kirasjerów
    - 1 szwadron
    - 2 szwadron
    - 3 szwadron

  - 5 Pułk Kirasjerów
    - 1 szwadron
    - 2 szwadron
    - 3 szwadron
- Brygada gen. bryg. Saint-Sulpice(inne języki)’a
  - 10 Pułk Kirasjerów
    - 1 szwadron
    - 2 szwadron
    - 3 szwadron

  - 11 Pułk Kirasjerów
    - 1 szwadron
    - 2 szwadron
    - 3 szwadron